# CAM-D
Совместимая амплитудная модуляция — цифровая (англ. Compatible Amplitude Modulation - Digital ) или CAM-D — гибридный аналогово-цифровой радиоформат для AM-вещания, предложенный радиоинженером Леонардом Р. Каном.

## Технические аспекты и различия с другими методами цифровой радиосвязи
Система представляет собой гибридную технологию, которая использует боковые полосы любой AM-радиостанции. Аналоговая информация по-прежнему использует полосу пропускания около 7,5 кГц со стандартной амплитудной модуляцией. Недостающая информация о высоких частотах, которой обычно не хватает AM, передается в цифровом виде. В радиоприёмнике эта информация восстанавливается и объединяется с аналоговым звуком.
CAM-D добавляет высокочастотную программную информацию, передаваемую в цифровом виде, а затем накладывает ее на существующую низко- и среднечастотную аналоговую программу. Это улучшает качество, которое: при соответствующем приёме, может позволить AM-станциям передавать музыку и другой программный контент с более реалистичным звуком.
В отличие от других технологий IBOC, таких как HD Radio от iBiquity, технология Кана, очевидно, не обеспечивает полностью цифровой передачи или многоканального звука. Её преимущество, однако, состоит в том, что она занимает гораздо меньше боковой полосы, тем самым вызывая гораздо меньше помех соседним каналам, а также позволяет принимать сигнал на классические приёмники, отсюда слово «совместимый» в названии.
Специальные CAM-D радиоприемники обеспечивают лучшую амплитудно-частотную характеристику, чем классические AM-приёмники, и медленный вспомогательный канал передачи дополнительных данных, таких как название станции, программы и т.д.

## Достоинства и недостатки

### Доступность приёмников
Приемники, которые могли декодировать бы CAM-D, не были доступны публике, а со смертью Леонарда Кана интерес к CAM-D исчез, и станции, использовавшие его, отключили его, не увидев никакой финансовой отдачи.

### Возможность модернизации существующих передатчиков
KCI (Kahn Communications, Inc., компания, которая изобрела CAM-D) использует в качестве одного из своих основных преимуществ тот факт, что некоторые старые передатчики не подлежат прямой модернизации для передачи HD Radio. Это правда, старым передатчикам могут не поддерживать стандарт цифровой передачи HD Radio, но более поздние передатчики, скорее всего, смогут быть модернизированы для передачи HD Radio. Сообщается, что CAM-D работает с более широким спектром существующих передатчиков, что является преимуществом для небольших вещательных компаний с ограниченным бюджетом. Цена оборудования CAM-D на 1 июля 2007 года составляkf 65 600 долларов США.

## Станции, вещающие в CAM-D
- WSRF[англ.], 15:80, Форт-Лодердейл, Флорида.
- WKBF[англ.], 12:70, Рок-Айленд, Иллинойс, выведена из эксплуатации 1 июня 2020 г.
- KPNP[англ.], 16:00, Миннеаполис, Миннесота, выведена из эксплуатации 2 апреля 2021 г.